# Antiochos VII. Sidétés
Antiochos VII. Euergetés (asi 164/160 př. n. l. – 129 př. n. l.), přezdívaný Sidétés (tj. ze Side, města v Malé Asii), známý také jako Antiochos Pobožný, byl vládcem helénistické seleukovské říše od července či srpna 138 do roku 129 př. n. l. Byl posledním významnějším seleukovským králem. Poté, co byl zabit v bitvě, se říše Seleukovců omezila na Sýrii.

## Život

### Mládí a nástup vlády
Antiochos byl jedním ze synů Démétria I. Sótéra, pravděpodobně bratrem Démétria II. Nikatóra, a jeho matkou mohla být Laodiké V. Antiochus byl povýšen na následníka poté, co byl Démétrius zajat Parthy. Oženil se s Kleopatrou Theou, která byla předtím manželkou Démétria II. Jejich potomkem byl Antiochos IX., který se tak stal nevlastním bratrem a bratrancem Seleuka V. a Antiocha VIII.
Antiochos se během své devítileté vlády snažil zvrátit masivní územní a mocenské ztráty posledních desetiletí. U Dory porazil uchvatitele Diodota Tryfóna a v roce 134 př. n. l. oblehl Jeruzalém. Během obléhání povolil Židům sedmidenní příměří na oslavu náboženského svátku, čímž zapůsobil na židovské vedení. Podle Josefa Flavia otevřel hasmonejský vůdce Jan Hyrkán hrob krále Davida, odkud vzal tři tisíce hřiven, které pak zaplatil Antiochovi, aby ušetřil město. Přesto si král Antiochus za uctivé zacházení se Židy a respekt k jejich náboženství vysloužil jejich vděčnost a přezdívku Euergetés („Dobrodinec“). Židovské prameny z té doby mlčí (Kniha Makabejských končí několik let před jeho dobou), a tak není jasné, zda obléhání Jeruzaléma skončilo rozhodným seleukovským vítězstvím, nebo prostě mírovou smlouvou. Židovské síly však později pomáhaly Antiochovi v jeho válkách a téměř 20 let po jeho smrti se Jan Hyrkán zdržel útoků na oblasti pod kontrolou Seleukovců.

### Porážka

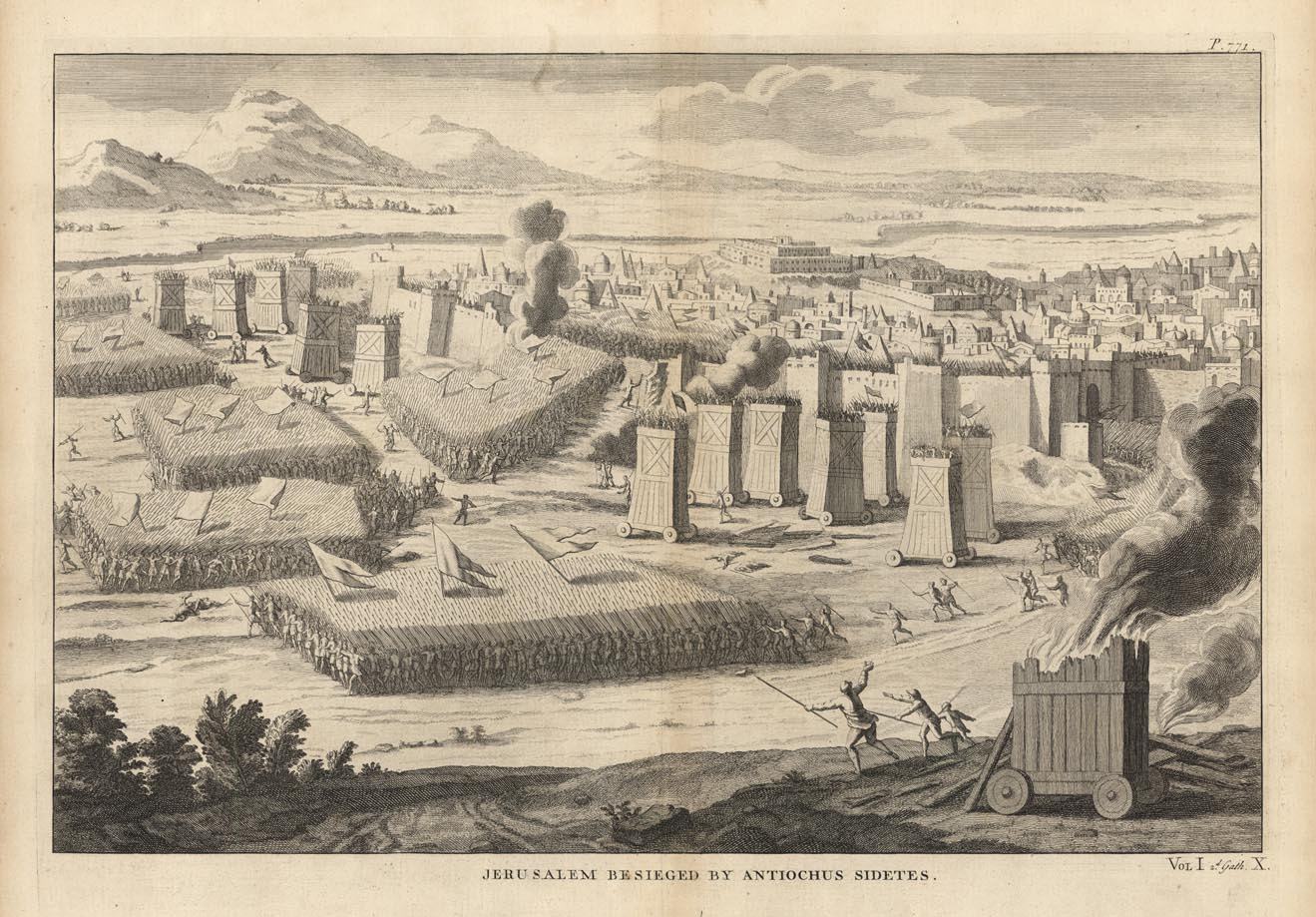
Jeruzalém obležený Antiochem Sidétem.

Antiochos strávil poslední roky svého života pokusy získat zpět ztracená území na východě, obsazená Parthy pod vedením jejich „velkého krále“, Mithradata I. Vytáhl na východ s poslední velkou seleukovskou královskou armádou v dějinách (včetně judských jednotek pod vedením Jana Hyrkána) a porazil Mithradata ve dvou bitvách. Obnovil vládu nad Mezopotámií, Babylónií a Médií, a pak rozptýlil svou armádu před nástupem zimy.
Seleukovský král a jeho armáda trávili zimu hodováním, lovem a pitím (Seleukovci udržovali makedonskou tradici excesivního pijanství). Jako vždy, když se armáda ubytovala na náklady místního obyvatelstva, vzrostlo napětí mezi usedlými obyvateli a vojáky.
Nový parthský vládce, Fraatés II., nezahálel. Zorganizoval novou armádu a zároveň rozdmýchával povstání v Seleukovci obsazených městech Médie. V naději, že zvýši rozpory mezi svými nepřáteli, Fraatés také propustil dlouholetého vězně, Démétria II., Antiochova staršího bratra, který se pak vrátil do Sýrie, aby znovu získal trůn.
Té zimy (130–129 př. n. l.) několik médských měst povstalo proti své seleukovské posádce. Antiochus se vypravil, aby podpořil jednu takovou izolovanou posádku, doprovázen pouze malou silou vojáků (pravděpodobně pouze jeho královskou gardou). V pustém údolí byl přepaden Fraatésem II. a velkou armádou Parthů, kteří vstoupili do země, aniž byli odhaleni. Ve střetu, známém jako bitva u Ekbatany, zahynul. Většina řecko-římských historiků uvádí, že Antiochos zemřel v bitvě; vítězní Parthové tvrdili, že se ze strachu zabil sám, což píše také Appiános.

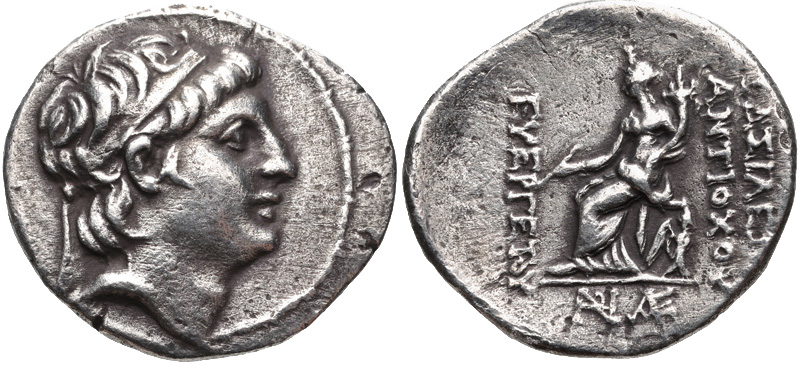
Stříbrná mince Antiocha VII. Sidéta. Na rubu sedící Týché drží roh hojnosti. Nápis zní: ΒΑΣΙΛΕΩΣ ΑΝΤΙΟΧΟΥ ΕΥΕΡΓΕΤΟΥ, „Krále Antiocha, Dobrodince“.

### Nástupnictví
Antiochovým potvrzeným dědicem byl Antiochos IX. Kyzikénos. Ale fragment Posidóniových Dějin, dochovaný v Athénaiově díle, zmiňuje krále jménem Seleukos, který byl zajat v Médii králem Arsakem. Identita tohoto Seleuka byla předmětem debaty; možnost, že by Seleukos byl synem Antiocha VII. a byl zajat po smrti svého otce, navrhuje Felix Jacoby a s výhradami Ian G. Kidd.